# Ben Johnson (allenatore di football americano)
Benjamin David Johnson, detto Ben (Charleston, 11 maggio 1986), è un allenatore di football americano statunitense che svolge il ruolo di capo-allenatore dei Chicago Bears della National Football League (NFL).

## Carriera
Johnson iniziò la carriera da allenatore nel college football con i Boston College Eagles. Nel 2012 passò nella NFL con i Miami Dolphins con cui, fino al 2018, svolse i ruoli di assistente dell'attacco, assistente allenatore dei quarterback, allenatore dei tight end, assistente allenatore dei wide receiver e allenatore dei wide receiver. Nel 2020 si occupò del controllo qualità dell'attacco dei Detroit Lions. Fu promosso ad allenatore dei tight end l'anno seguente rimase nello staff anche dopo il licenziamento del capo-allenatore Matt Patricia, sostituito da Dan Campbell. Fu promosso a coordinatore offensivo nel febbraio del 2022, portando l'attacco della squadra tra i primi cinque della lega. L'anno seguente l'attacco fu tra i migliori tre della NFL, con i Lions che raggiunsero la loro prima finale della National Football Conference dal 1991. Nel 2024 rimase a Detroit malgrado l'interesse dei Washington Commanders e dei Seattle Seahawks perché diventasse il loro nuovo capo-allenatore. Nell'ultima stagione a Detroit i Lions ebbero il miglior attacco della lega con 33,2 punti a partita. Al termine dell'annata Johnson fu premiato come miglior assistente allenatore dell'anno.
Alla fine della stagione regolare ebbe colloqui con i Chicago Bears, i Jacksonville Jaguars, i Las Vegas Raiders e i New England Patriots per diventare il loro nuovo capo-allenatore.
Il 21 gennaio 2025 Johnson  fu assunto come nuovo allenatore dei Chicago Bears.